# Ercan Aktuna
Ercan Aktuna (1940 - 20 de septiembre de 2013, Estambul) fue un futbolista turco. Jugó para Fenerbahçe.

## Carrera
Aktuna comenzó su carrera en 1957 en Istanbulspor luego transferido a Fenerbahçe en 1965. Ganó 5 títulos de la Liga de Turquía en 10 años. También jugó 29 veces para Turquía. Terminó su carrera con Fenerbahçe Jersey en 1975.